# Satyendra Nath Bose
Satyendra Nath Bose, född 1 januari 1894 i Calcutta, död 4 februari 1974 i Calcutta, var en indisk fysiker och matematiker som gjorde uppmärksammade insatser inom teoretisk fysik.
Han är mest känd för sina arbeten i kvantmekanik under tidigt 1920-tal, då han lade grunden för Bose-Einstein-statistik och teorin för Bose-Einstein-kondensat. Paul Dirac hedrade honom genom att döpa partikeltypen boson efter honom.
Trots att flera Nobelpris har delats ut för forskning kring dessa begrepp, senast 2001 års i fysik, så hann inget tilldelas Bose själv, något som har uppmärksammats av bland andra landsmannen och fysikern Jayant Narlikar.